# Degenhart Pfäffinger
Degenhart Pfäffinger (andere Schreibweise: Degenhard oder Tegenhart sowie Pfaffinger oder Pfeffinger) zu Salmanskirchen und Zangberg (bei Ampfing im Landkreis Mühldorf am Inn), (* 3. Februar 1471 in Salmanskirchen; † 3. Juli 1519 in Frankfurt am Main) gehörte dem Adelsgeschlecht der Pfäffinger an.

## Leben

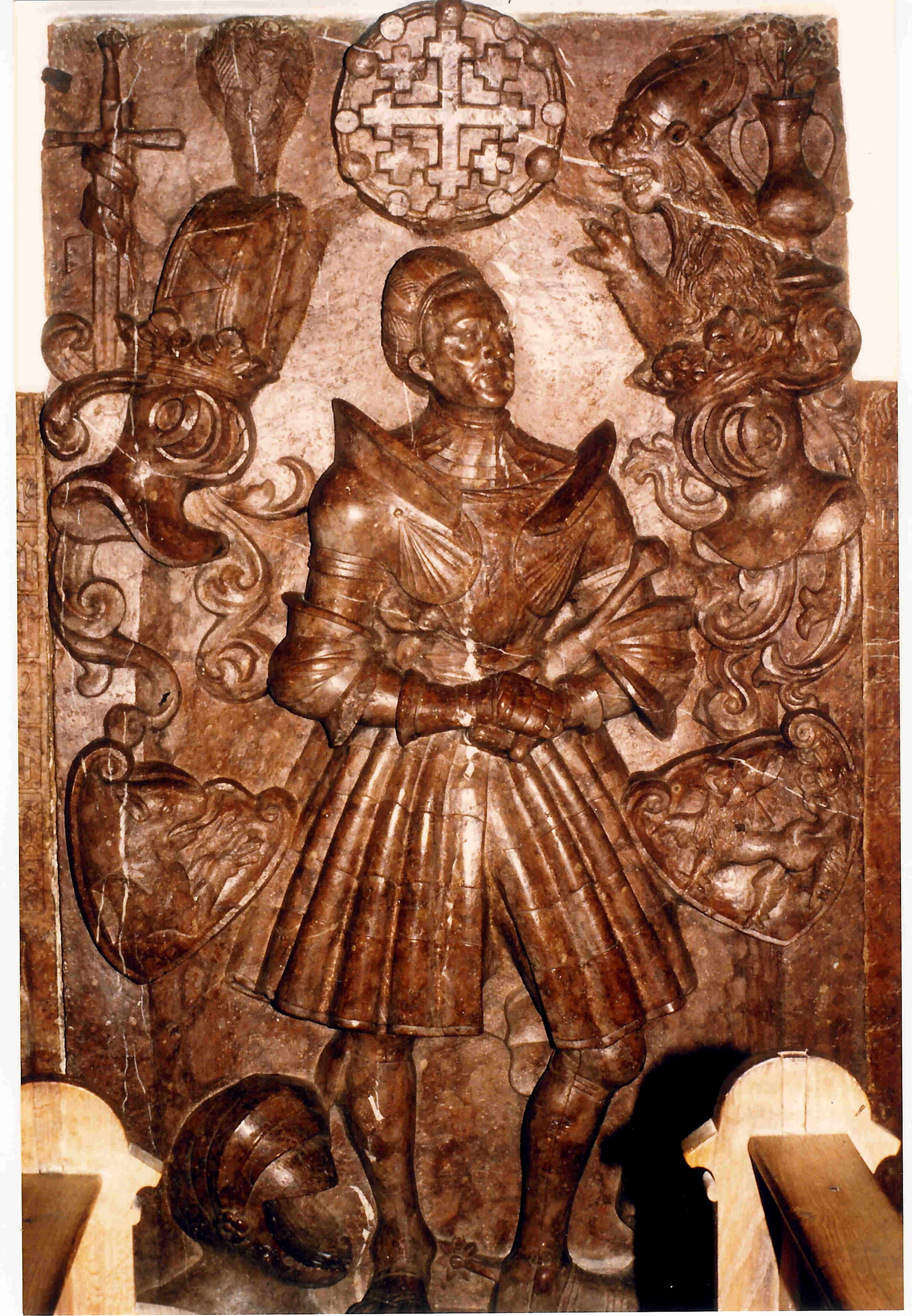
Grabstein des Degenhart Pfäffinger

Degenhart war der Sohn von Gentiflor Pfäffinger und Magdalena Huberin von Wildenheim. Von seinem Vater, der als Hofmarschall am Landshuter Fürstenhof diente, erbte er die Güter und das niederbayerische Erbmarschallamt und von seiner Mutter den Sitz Wildenheim. Er heiratete 1515 die bayerische Adlige Erntraut von Seiboltstorff, die Ehe blieb jedoch kinderlos.
Als bayerischer Adliger in kursächsischen Diensten starb er am 3. Juli 1519 bei Frankfurt am Main, wo er sich anlässlich des Wahltags von Kaiser Karl V. aufgehalten hatte. Zu Degenharts Tod genoss er das uneingeschränkte Vertrauen des Kurfürsten von Sachsen. Laut Niederschriften von Luther rief der Kurfürst anlässlich seines Todes „Welch einen treuen, eifrigen, treulichen Diener verliere ich an Pfaffingern!“ aus. Der Kurfürst von Sachsen ließ dort ihm zu Ehren ein marmornes Epitaph errichten.
Seine Güter erbten die Nachkommen der weiblichen Familienmitglieder. Salmanskirchen ging an die Herzheimer, Zangberg an die Dachsberger und Wildenheim an seine Schwester Maria Pfäffinger, welche als Äbtissin Ursula von Frauenchiemsee das Gut ihrem Kloster übereignete.
Mit Degenharts Tod endete auch eine über hundertjährige Amtsträgerschaft innerhalb der Familie und das Erbmarschallamt von Niederbayern (Landshut) ging an die Closen zu Haidenburg. Bestattet wurde er wie sein Vater Gentiflor in der Filialkirche St. Johann Evangelist und Johann Baptist in Salmanskirchen. Der Grabstein ist aus rotem Marmor und zeigt sein von einem unbekannten Künstler lebensgroß gestaltetes Reliefportrait. Obwohl Degenhart in seinem Testament seine Beerdigung in Salmanskirchen verfügt hat, war sein Tod bei der Kaiserwahl in Frankfurt 1519 überraschend. Es ist nicht endgültig übermittelt, ob seine Gebeine von der hessischen Metropole wirklich nach Salmannskirchen überliefert wurden.

## Wirken
Degenhart war vier Jahre lang Truchsess der Herzogin Hedwig zu Burghausen, Gemahlin Georgs des Reichen von Bayern, und zog dann mit Sigmund von Laiming, mit dem er eng befreundet war, nach Sachsen zu Kurfürst Friedrich dem Weisen. Beide begleiteten diesen Fürsten auf dessen Wallfahrt zum heiligen Grab und wurden dort zu Rittern geschlagen. Pfäffinger, der 1493 zurückkehrte, stand in großer Gunst bei Kurfürst Friedrich. Er wurde dessen Sekretär, eine Art Staatsanwalt, sogenannter Doktor der Rechte, Thumherr zu Wittenberg, innerster Kämmerer (Schatzmeister) und geheimer Rat (sogenannter Geheimschreiber), und als solcher für wichtige Sendungen an den Papst, den Kaiser und andere Botendienste eingesetzt. Bekannte Grundfassungen des Kurfürsten schrieb man auf Pfäffinger zu: „Einnehmen mit Scheffeln, ausgeben mit Löffeln“, wonach man sich auf die neue „Tranksteuer“ (Zehent von Getränken) bezog. Dies führte in der Bevölkerung zu einer kritischen Haltung zu Pfäffinger, noch dazu, da er als Fremder aus Bayern ein außergewöhnlich hohes Gehalt (Quellen sprechen von einer Höhe von „vollen 400 Gulden“) erhielt. Es ist überliefert, dass Degenhart sehr fromm war, aus seinem Testament geht hervor, dass er mindestens 43 religiösen Bruderschaften angehörte.
Friedrich der Weise unterstützte seinerzeit den Begründer der Reformation Martin Luther aus seinem landesherrlichen, absolutistischen Selbstverständnis als Souverain von Gottes Gnaden und weil „Doctor Martinus seinem Erbieten nach unüberwunden“, also in dem, was er behaupte, (bisher) unwiderlegt sei. Der Kurfürst hat Luther nie persönlich empfangen, aber nicht aus Ängstlichkeit, sondern aus diplomatischer Vorsicht, wegen der oftmals sich rasch ändernden Verhältnisse und Ansichten „in der Welt“. Wäre Friedrich (wie ihm oft nachgesagt wird) ängstlich gewesen und hätte er einen Machtverlust befürchtet, so hätte er Luther nicht nur nicht empfangen, sondern überhaupt nicht unterstützt und vor Papst, Kaiser und Reichstag wohl rasch kapituliert. So wuchs Degenhart die Rolle eines Vermittlers zwischen Kurfürsten und Reformator zu. Die sich hartnäckig haltende Meinung, Luther und Degenhart Pfäffinger seien befreundet gewesen, ist nicht haltbar. Ganz im Gegenteil hat Luther Pfäffinger wegen dessen an Geiz grenzender Sparsamkeit überhaupt nicht geschätzt. Auch hat sich Pfäffinger nie der Reformation angeschlossen. Andere Quellen bezeugen jedoch, dass Pfäffinger und Luther zwar nicht immer einer Meinung waren, dies aber keinen Bezug auf die Reformationen hatte, sondern lediglich die Verwaltung der Finanzen betraf, deren Pfäffinger vorstand. Als Luther am 7. August 1519 zur Zitation nach Rom geladen wurde, bat dieser nicht nur den Kurfürsten, sondern auch Pfäffinger, dass er in Deutschland verhört werden könne. Pfäffinger reiste daraufhin im Auftrag Friedrich III. nach Innsbruck zu Kaiser Maximilian I. und erreichte bei diesem dessen Intervention bei Papst Leo X., die zum Verhör Luthers 1518 auf dem Reichstag zu Augsburg führte und ihm damit die vermutlich todbringende Reise nach Rom ersparte. Degenhard genoss auch das Zutrauen des Papstes Leo X. und der päpstlichen Kanzlei, daher erhielt er am 24. Oktober 1518 ein päpstliches Breve, in diesem wurde Degenhart (vermutlich) aufgefordert, gegen die „lutherische Ketzerei“ vorzugehen. Pfäffinger verstarb zu früh, um die Lehren Luthers wirklich endgültig beurteilen zu können. Nach seinem Tod ging Schloss Salmanskirchen an die Herzheimer. Es ist übermittelt, dass Salmanskirchen in der Folge 70 Jahre lang evangelisch war – mitten im katholischen Bayern. Als der bayerische Herzog die Tätigkeit der evangelischen Geistlichen im Salmanskirchen des 16. Jahrhunderts schließlich unterbinden wollte, las Cuno von Herzheim seinen Untertanen angeblich sogar selbst aus der Luther-Bibel vor.

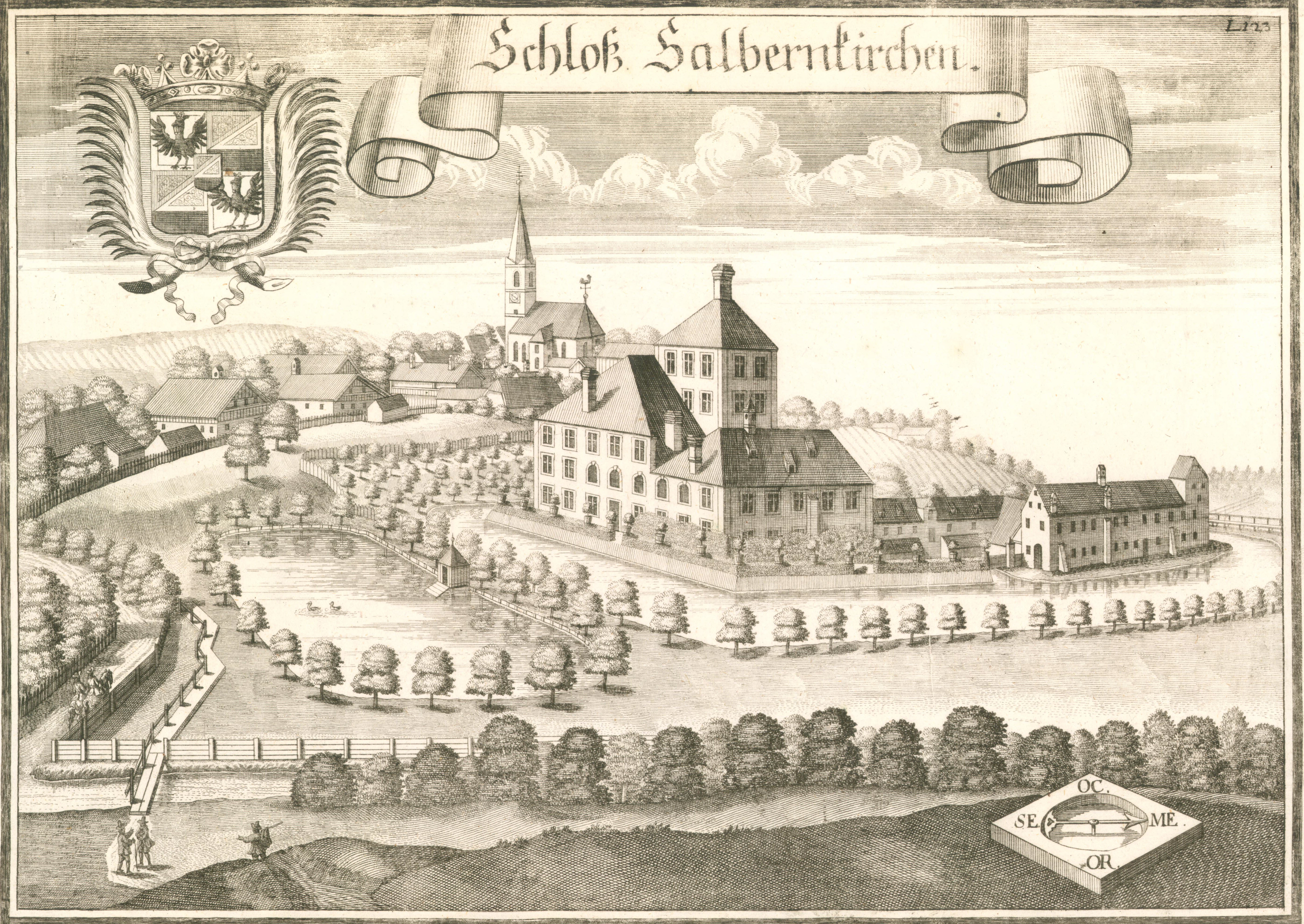
Schloss Salmanskirchen, Stich von Michael Wening aus 1723.

Durch Degenharts Einfluss gelangte die Familie der Pfäffinger zu enormem Reichtum und wurde zu einer der wohlhabendsten Familien der damaligen Zeit. Degenhart bekam zahlreiche Schlösser und Klöster vom Kurfürsten Friedrich in Niederbayern und in der Nähe von Coburg zugewiesen. Pfäffinger vergrößerte auch gemeinsam mit seinem Vater Gentiflor das geerbte Schloss zu Salmanskirchen in Ampfing, ließ daneben die Johanniskirche neu erbauen und zierte sie mit vielen Heiligtümern, kostbaren Reliquien, Ornaten und anderen Kleinodien, die er von seinen Reisen nach Hause brachte. Auch erwarb er 1514 durch Vermittlung seines Vetters, des Salzbarons Hans III. von Herzheim, und mit diesem gemeinsam je zur Hälfte, das nahe gelegene Schloss Zangberg von den Herzogen Wilhelm und Ludwig von Bayern.
Degenhart Pfäffinger teilte mit dem Kurfürsten von Sachsen eine große Sammelleidenschaft von Heiligtümern (Reliquien) und Ablässen und beschäftigte über die Jahre zahlreiche Künstler und Maler. Unter anderem hat Degenhart Wilhelm Pätzsold aus Heldburg in Thüringen angeworben, in dem man den „Meister von Mühldorf“ vermutet. Nach dessen Ankunft in Mühldorf durfte dieser über mehrere Monate in der Zeit um 1509 sämtliche Reliquien von Pfäffinger zeichnen und katalogisieren. Durch das Wirken beider am kursächsischen Hof war Pfäffinger auch ein guter Freund und Auftraggeber des deutschen Malers Lucas Cranach und mit Albrecht Dürer bekannt.

## Wappen

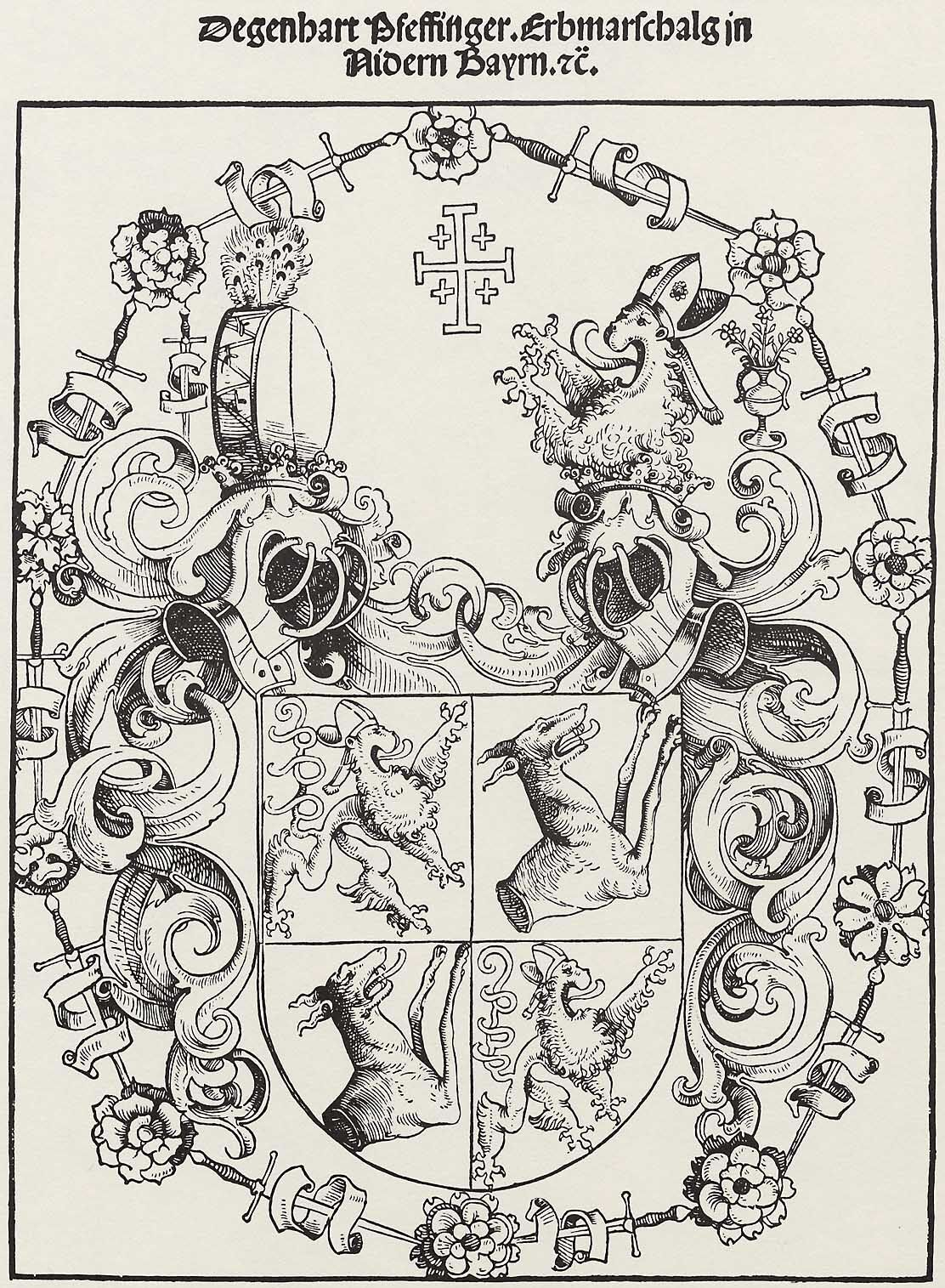
Wappenholzschnitt von Lucas Cranach dem Älteren

Degenhart Pfäffinger erreichte 1511 bei Kaiser Maximilian I. eine Wappenbesserung und führte ab da ein geviertes Wappen mit dem Rüdenwappen im 1. und 4. und dem geinfelten Löwen im 2. und 3. Feld, mit jeweils den zugehörenden Helmen über dem 1. und 2. Feld, zuweilen auch seitenvertauscht.

## Geschwister
Von Degenharts vier oder fünf Geschwistern Bernhard, Anna, Regina, Maria (Ursula) und (ungesichert) Johannes V. sind zwei dem geistlichen Stand beigetreten. Regina war von 1503 bis 1514 Äbtissin des Benediktinen-Frauenstifts Nonnberg in Salzburg († 1516), Maria als Ursula Äbtissin des Benediktinerinnenklosters Frauenchiemsee (1494–1529).